# お達者くらぶ
『お達者くらぶ』（おたっしゃくらぶ）は、1980年4月7日から1988年4月1日までNHK教育テレビで放送された高齢者向けの生活情報番組・教養番組である。1976年度より放送されていた『お達者ですか』を拡充・強化してスタートした。再放送はNHK総合テレビで行われた。

## 放送時間
いずれも教育テレビにおける本放送の放送時間である。前期では月曜日から木曜日まで放送の30分番組だったが、後期にあたる1985年以降は月曜日から金曜日までの放送となった代わりに放送枠が20分に縮小した。
- 月曜日 - 木曜日 8:30 - 9:00 （1980年度[1] - 1984年度）
- 月曜日 - 金曜日 6:40 - 7:00 （1985年度[2] - 1987年度）

## 出演者

### 歴代アナウンサー
- 酒井広[3]
- 小六英介
- 井鍋正良
- 飯窪長彦

### アシスタント
- 小鳩くるみ

## 番組内容

### 開始当初
- 月曜日：当世あまから問答 - 神田山陽（二代目）・柳家さん光（現：柳家権太楼）の老若問答を糸口にして、講師が事象の背景や問題点を解説した[4][1]。
- 火曜日：ハガキでこんにちは - 全国の高齢者から寄せられた葉書で構成していた[4][1]。
- 水曜日：長寿列島・北南 - 日本全国でユニークな活動をする個人やグループを紹介した[4][1]。
- 木曜日：つくろう・語ろう - 高齢者の趣味を広げるための趣味・実用講座。月ごとにテーマを決めていた[4][1]。

### 1985年以降
- 月曜日から水曜日までは変更なし。
- 木曜日：ざっくばらんに - お年寄りの意見交換番組[2]。
- 金曜日：思い出ニュース館 - ニュース映画『日本ニュース』などを見て、当事者をゲストに迎えて話を伺った[2]。